# Lophomerum rhododendri
Lophomerum rhododendri är en svampart som först beskrevs av Ces. ex Rehm, och fick sitt nu gällande namn av Remler 1980. Lophomerum rhododendri ingår i släktet Lophomerum och familjen Rhytismataceae.   Inga underarter finns listade i Catalogue of Life.